# Lâu đài Neuschwanstein
Lâu đài Neuschwanstein là một lâu đài nằm trong địa phận của làng Schwangau gần Füssen trong miền nam nước Đức do Vua Ludwig II của Bayern cho xây dựng. Lâu đài này là lâu đài nổi tiếng nhất trong số các lâu đài của Ludwig II và là một trong những điểm du lịch nổi tiếng nhất của Đức. Lâu đài còn được các doanh nghiệp lữ hành gọi là "Lâu đài trong truyện cổ tích". Lâu đài được sử dụng làm hình mẫu cho "lâu đài nàng công chúa ngủ" trong công viên Walt Disney. Ngay gần đấy là Lâu đài Hohenschwangau, nơi Ludwig II cư ngụ với gia đình vào mùa hè khi ông còn niên thiếu.
Lâu đài được xây để làm nơi ở riêng cho vua Ludwig, cho đến khi ông qua đời vào năm 1886. Lâu đài được mở cửa cho công chúng tham quan ngay sau khi ông qua đời. Kể từ thời điểm đó, tổng cộng đã có hơn 61 triệu lượt người tham quan lâu đài Neuschwanstein. Mỗi năm có hơn 1,3 triệu lượt người tham quan lâu đài này, với 6.000 lượt người mỗi ngày vào mùa hè.

## Lịch sử

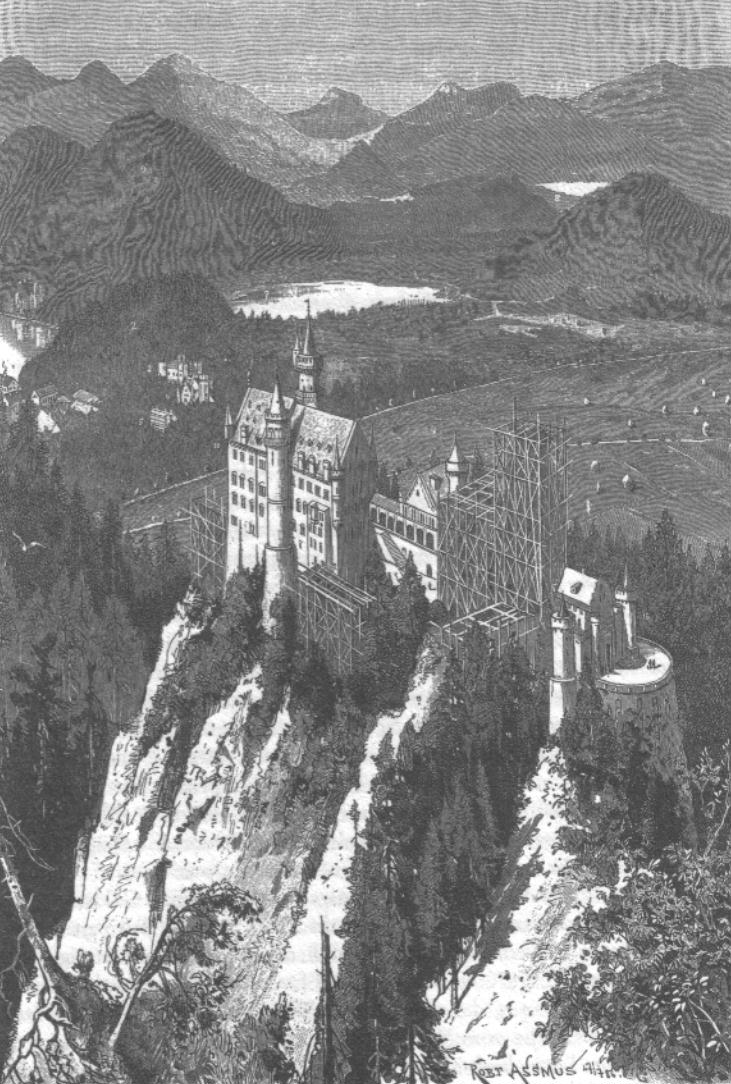
Lâu đài Neuschwanstein vào năm 1886 khi Ludwig II qua đời

Tại nơi ngày nay là Lâu đài Neuschwanstein nguyên đã có hai lâu đài Vorderhohenschwangau và Hinterhohenschwangau. Hai lâu đài này đã đổ nát ngay từ thời Vua Ludwig còn sống. Trước khi bắt đầu xây dựng lâu đài mới, tàn tích của hai lâu đài cũ này đã bị phá hủy hoàn toàn. Vua Ludwig II muốn xây dựng một lâu đài "theo đúng phong cách của một lâu đài hiệp sĩ Đức" như ông đã viết trong một bức thư gửi Richard Wagner vào ngày 15 tháng 5 năm 1868. Thế nhưng cảm hứng của Ludwig II không những chỉ xuất phát từ nước Đức thời Trung cổ mà còn từ thế giới người Moor đã từ Bắc Phi xâm lấn Tây Ban Nha từ năm 711 và thế giới truyện thần thoại của Richard Wagner. Eduard Reidel  và Christian Jank đã cung cấp các bản phác thảo cho ông.

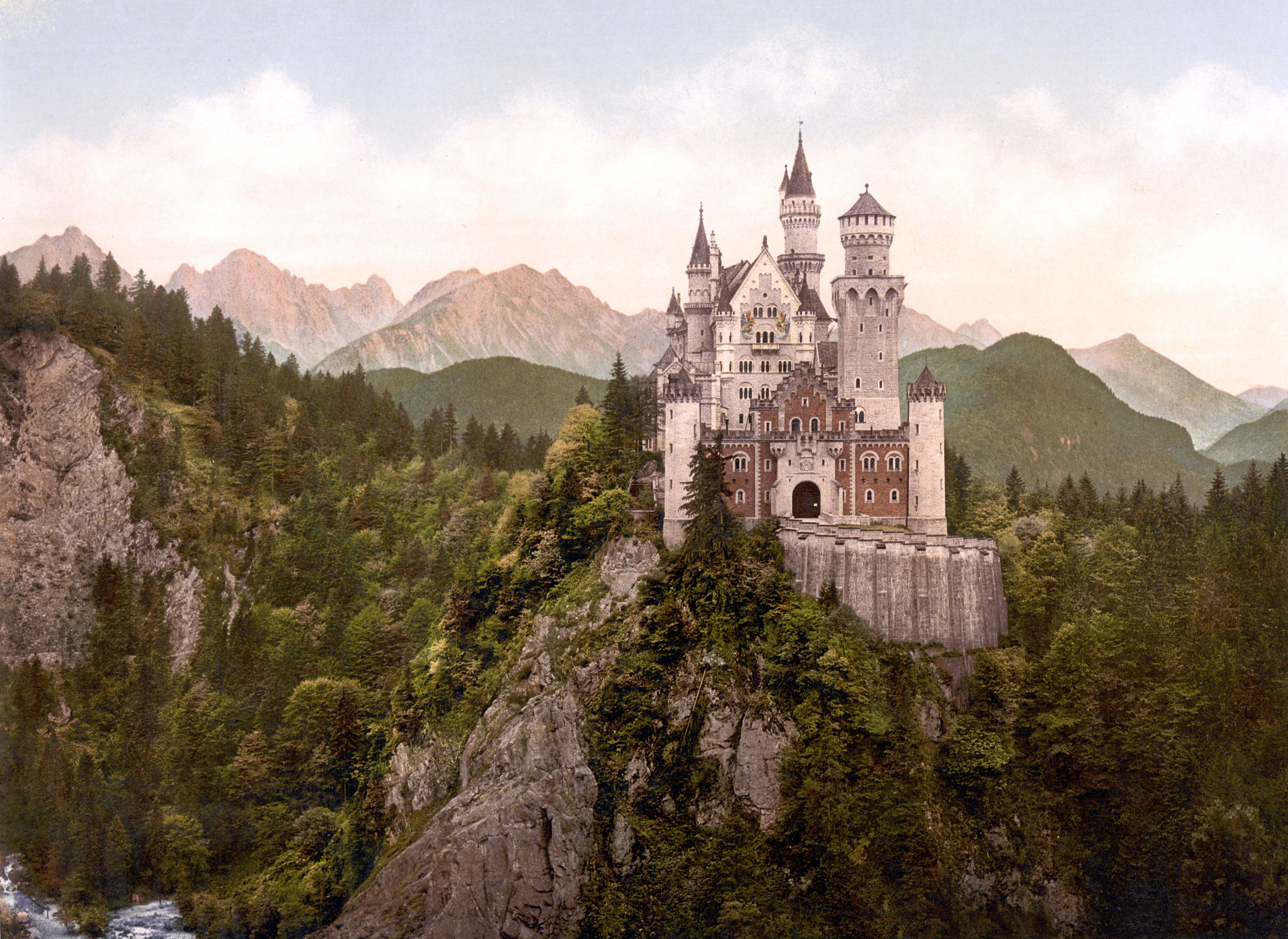
Bản in photochrom những năm 1890 của Lâu đài Neuschwanstein

Đây là lâu đài cuối cùng do Ludwig II xây dựng và cư ngụ. Lễ đặt viên đá đầu tiên được cử hành vào ngày 5 tháng 9 năm 1869. Khi Vua Ludwig qua đời gần Lâu đài Berg vào ngày 13 tháng 6 năm 1886, Lâu đài Neuschwanstein vẫn còn chưa hoàn thành. Sau 17 năm xây dựng tính đến thời điển đấy, ông chỉ ở trong lâu đài vỏn vẹn có 172 ngày. Chỉ một phần ba các căn phòng trong dự tính là được hoàn thành cho đến thời điểm này. Sau khi Ludwig qua đời, tháp vuông và căn nhà hiệp sĩ được hoàn thành một cách đơn giản hơn. Không được xây dựng là ngôi nhà cầu nguyện như Christian Jank đã phác thảo trong bản vẽ năm 1871.
Ludwig II không bao giờ muốn cho người dân thường vào tham quan lâu đài, ông thà rằng phá hủy lâu đài đi chứ không muốn để cho người dân bình thường làm mất đi tính huyền thoại của nó. Thế nhưng chỉ 6 tuần sau khi ông qua đời, lâu đài đã mở cửa đón chào khách tham quan và ngày nay Lâu đài Neuschwanstein có đến 5.000 du khách hằng ngày trong mùa cao điểm (tháng 6 đến tháng 8).

## Nội thất

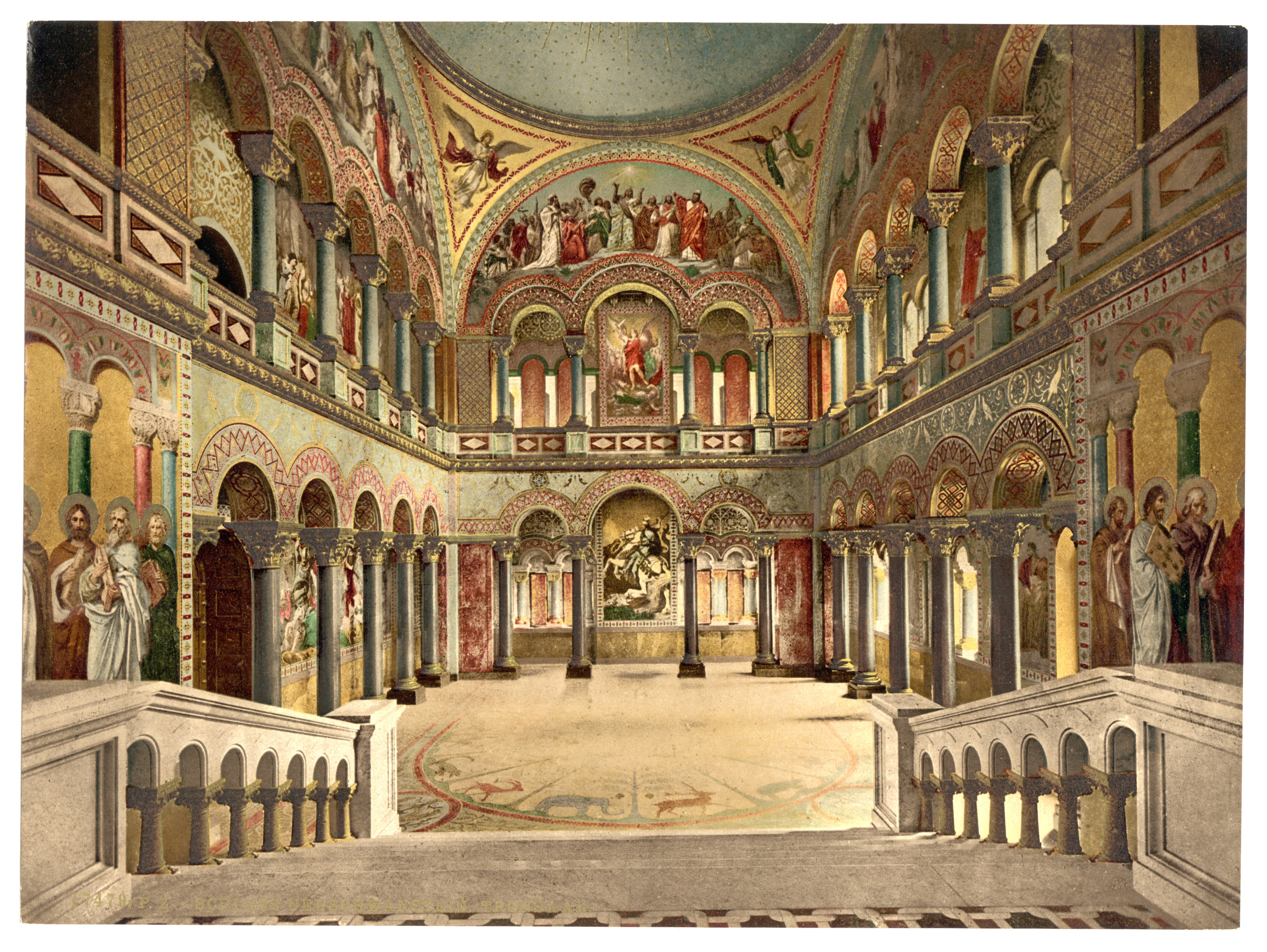
Đại sảnh thiết triều, bưu thiếp cuối thế kỷ 19

Mặc dù không được hoàn tất nhưng lâu đài có rất nhiều phòng nội thất theo phong cách Tân Lãng mạn. Thuộc trong số các phòng quan trọng nhất trong số đó là Đại sảnh ngự triều (Thronsaal) cao hai tầng và là căn đại sảnh lớn thứ nhì của lâu đài. Các bức bích họa là do Wilhelm Hauschild sáng tác. Căn phòng lớn nhất trong lâu đài là Đại sảnh Ca sĩ (Sängersaal), được xây dựng theo kiểu mẫu của Đại sảnh Ca sĩ trong Lâu đài Wartburg. Bên cạnh các gian đại sảnh lộng lẫy là các gian phòng cư ngụ nhỏ hơn cho Ludwig. Giữa phòng sinh hoạt và phòng làm việc mang tính riêng tư là một gian phòng theo kiểu hang động được trang trí với tháp nước nhân tạo và ánh sáng ẩn hiện. Phòng ăn được nối liền với nhà bếp dưới đấy ba tầng lầu bằng một thang máy chuyên chở thức ăn. Phòng ngủ cùng với nơi cầu nguyện là hai căn phòng duy nhất được tạo dáng theo phong cách kiến trúc Tân Gothic.
Lâu đài được trang bị với những kỹ thuật tiên tiến nhất vào thời kỳ này, thí dụ như hệ thống chuông gọi người hầu chạy bằng pin hay một hệ thống sưởi trung tâm. Lâu đài có một hệ thống nước nóng riêng, là một điều mới mẻ trong thời gian đấy cũng nhưng nhà xí có nước dội tự động.

## Văn hóa, nghệ thuật và khoa học

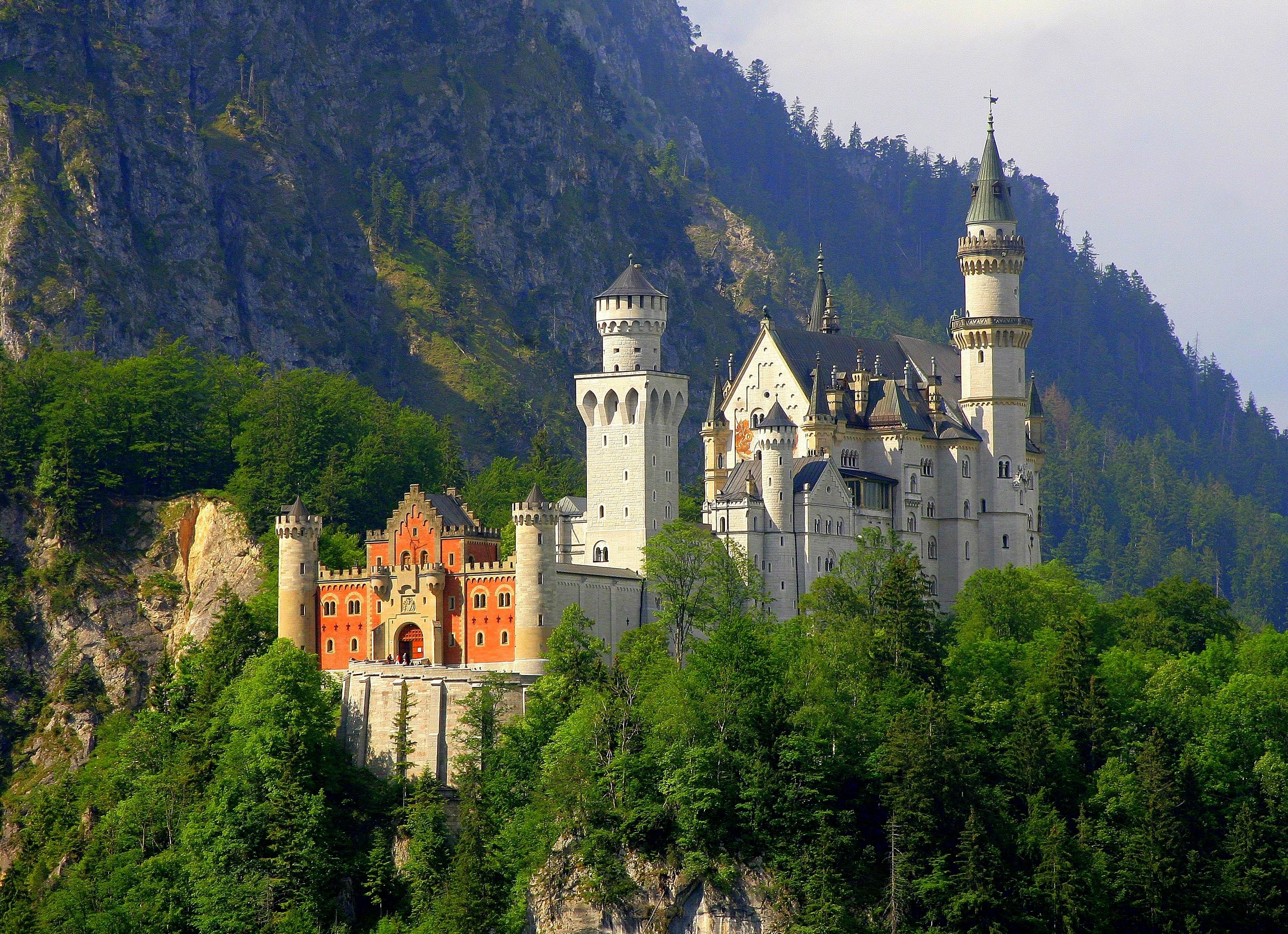
Lâu đài Neuschwanstein

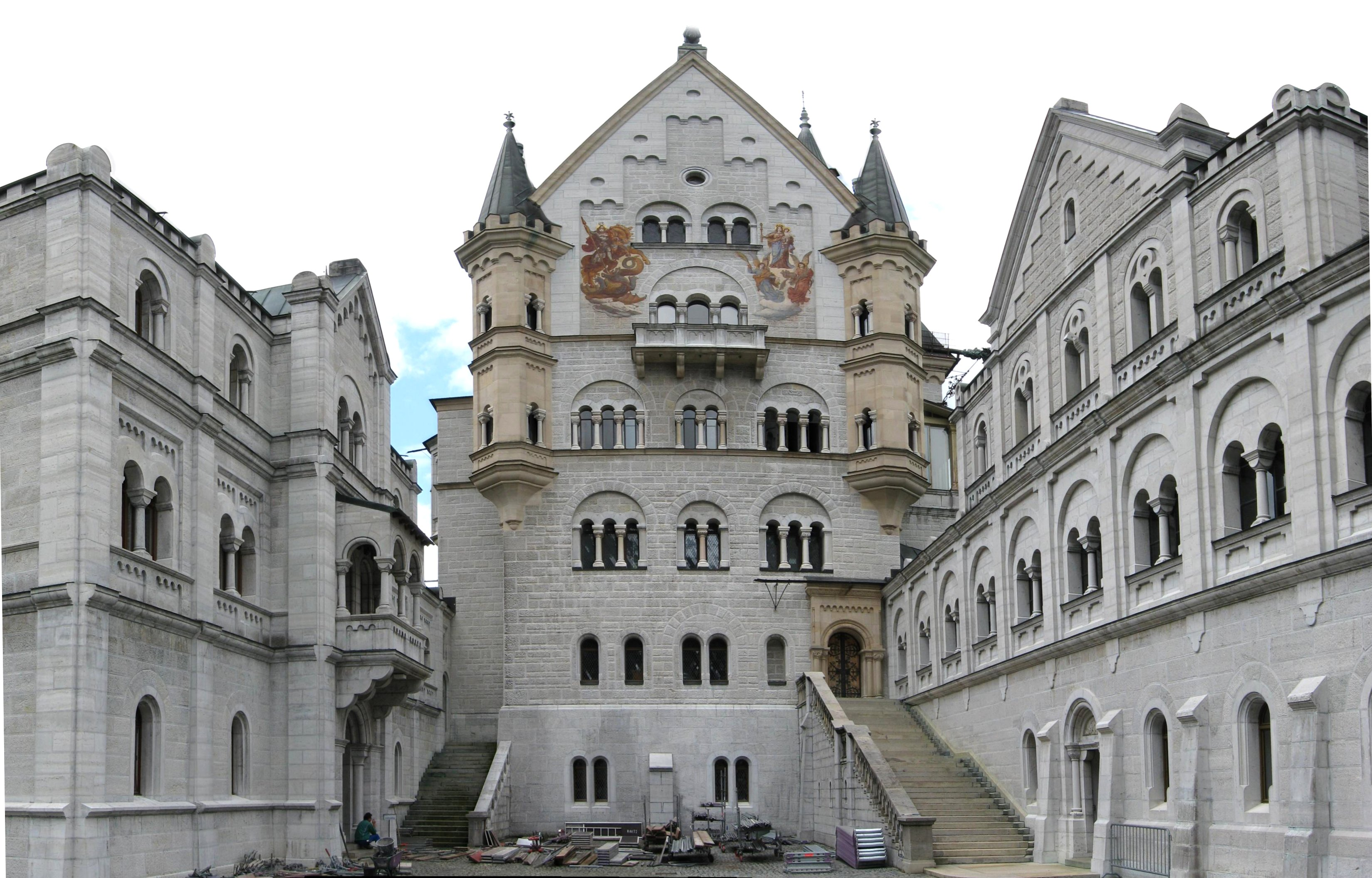
Phía trong Lâu đài Neuschwanstein

Lâu đài Neuschwanstein thuộc vào trong số các điểm du lịch quan trọng nhất của Đức và được cả thế giới xem như là một hình ảnh của thời kỳ Lãng mạn. Hằng năm, lâu đài thu hút khoảng 1,3 triệu du khách. Neuschwanstein là biểu tượng toàn cầu của thời đại Chủ nghĩa lãng mạn. Cung điện đã xuất hiện nổi bật trong một số bộ phim như Ludwig II của Helmut Käutner (1955) và Ludwig của Luchino Visconti (1972), cả hai đều là phim tiểu sử về Nhà vua Ludwig II; vở nhạc kịch Chitty Chitty Bang Bang (1968), phim hài giả tưởng Spaceballs và phim chiến tranh The Great Escape (1963). Lâu đài từng là kiểu mẫu cho Lâu đài Người đẹp ngủ trong rừng của Disneyland, Cung điện Cameran trong bộ phim hoạt hình Pokémon Lucario và Bí ẩn của Mew (2005), và các cấu trúc tương tự sau này.  Lâu đài cũng được viếng thăm bởi nhân vật Grace Nakimura cùng với Herrenchiemsee trong trò chơi The Beast Inside: A Gabriel Knight Mystery (1996).
Năm 1977, Lâu đài Neuschwanstein trở thành mô-típ của một con tem chính thức của Tây Đức và nó xuất hiện trên Đồng 2 euro kỷ niệm của Đức vào năm 2012. Năm 2007, lâu đài lọt vào vòng chung kết trong cuộc bình chọn Bảy kỳ quan mới được công bố rộng rãi trực tuyến của Thế giới. Một thiên thạch đến Trái đất một cách ngoạn mục vào ngày 6 tháng 4 năm 2002, tại biên giới Áo gần Hohenschwangau được đặt tên là Neuschwanstein theo tên cung điện.
Vào cuối Chiến tranh thế giới thứ hai, kho vàng của Ngân hàng Đế chế Đức được cất giữ tại đây. Thế nhưng trong những ngày chiến tranh cuối cùng, số vàng này đã được mang đi mà cho đến nay vẫn chưa rõ là nơi đâu.
Doanh nhân Trung Hoa Zhang Yuchen đang muốn xây lại một lâu đài giống như thế tại Trung Quốc. Ông đã từng xây lại một phiên bản của Lâu đài Maisons-Laffitte.

## Hình ảnh

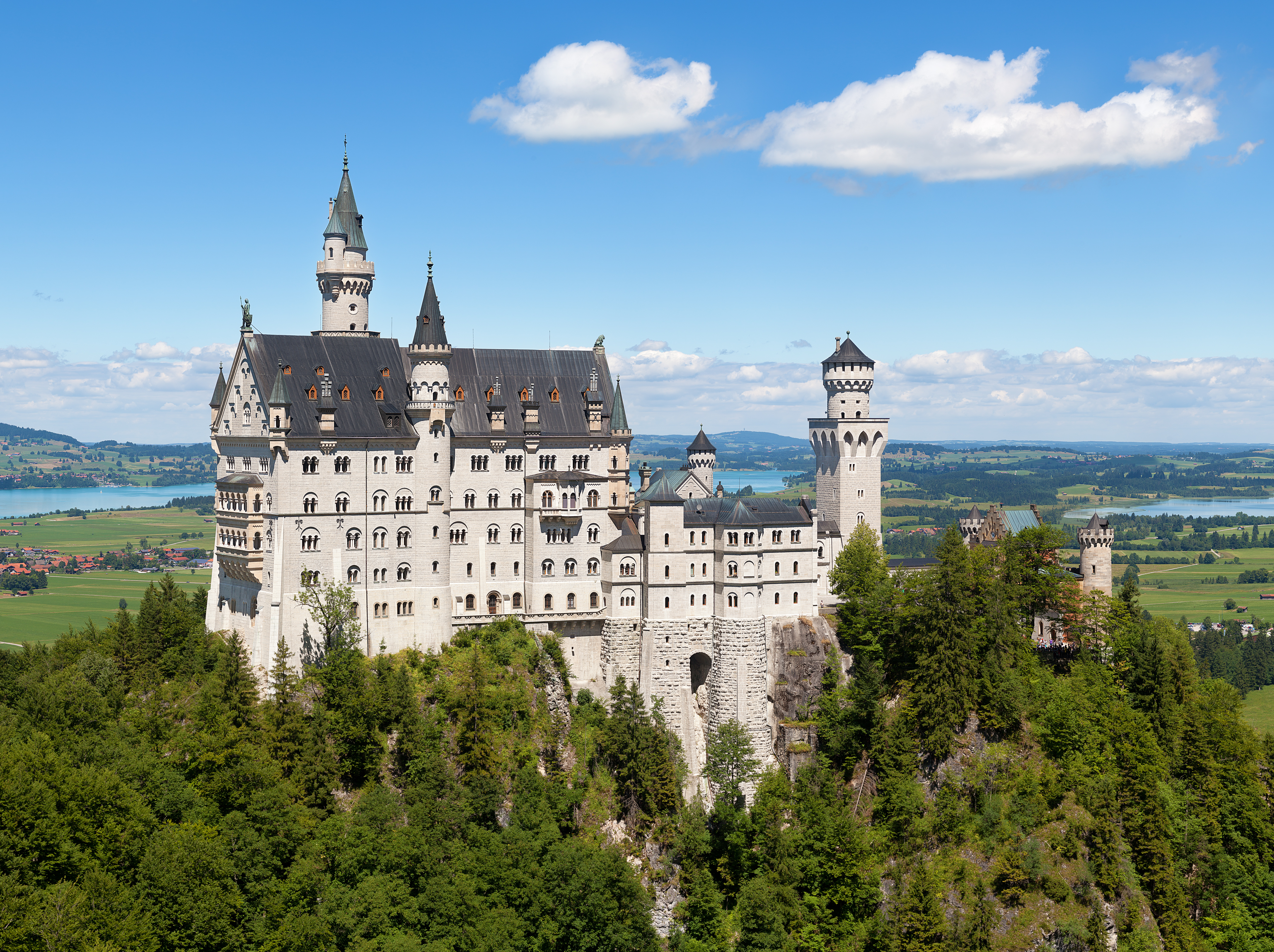
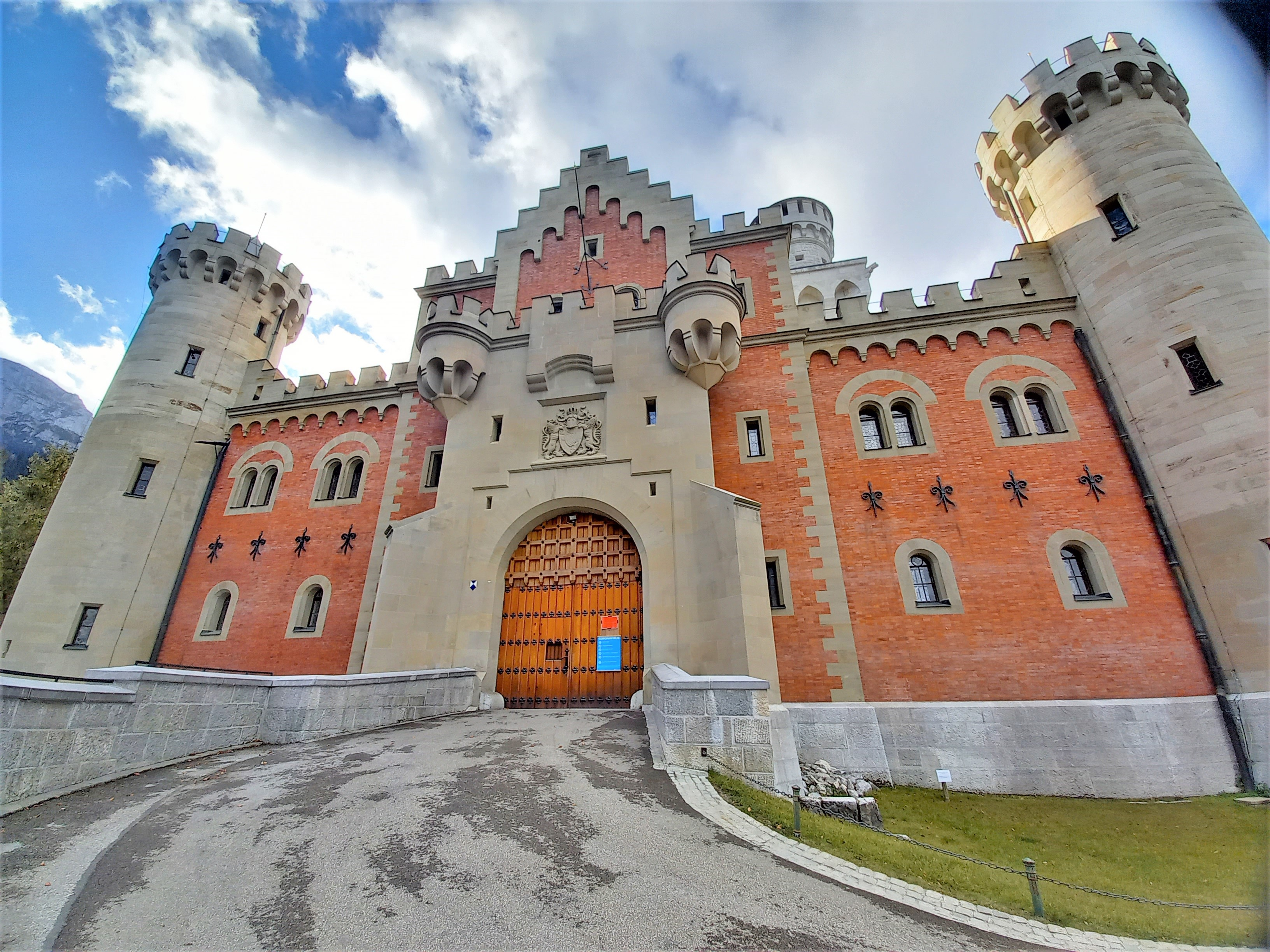
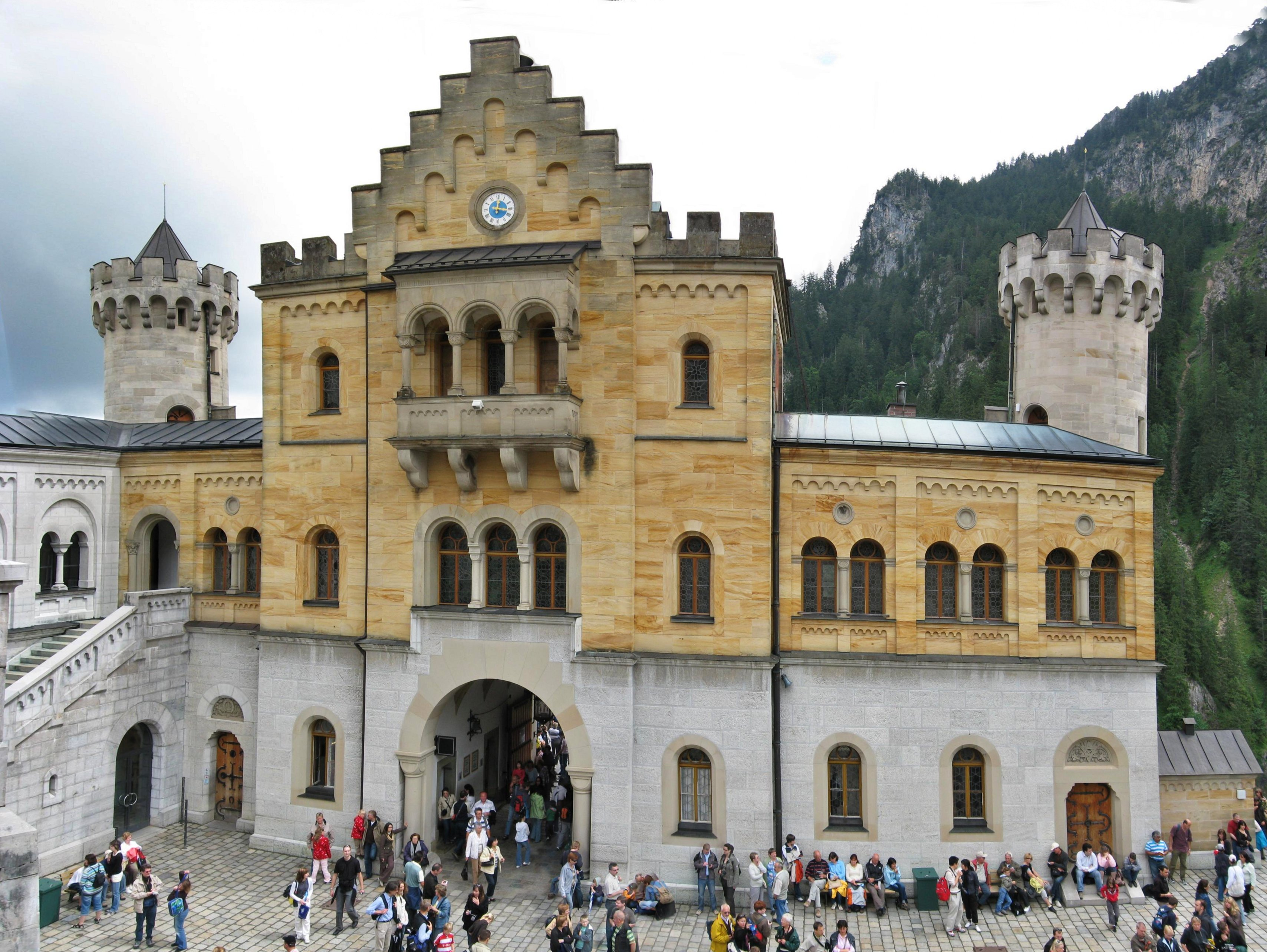
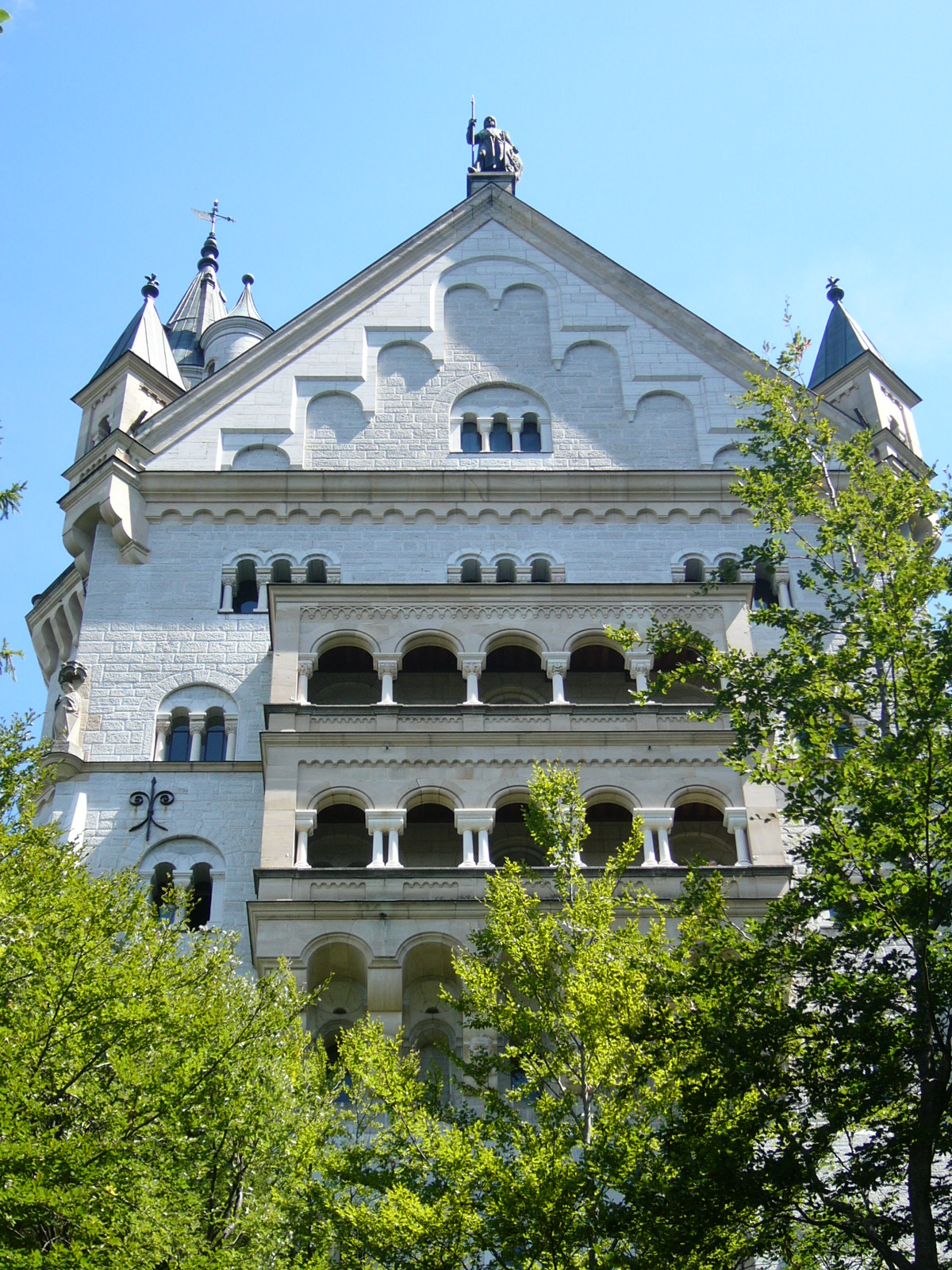
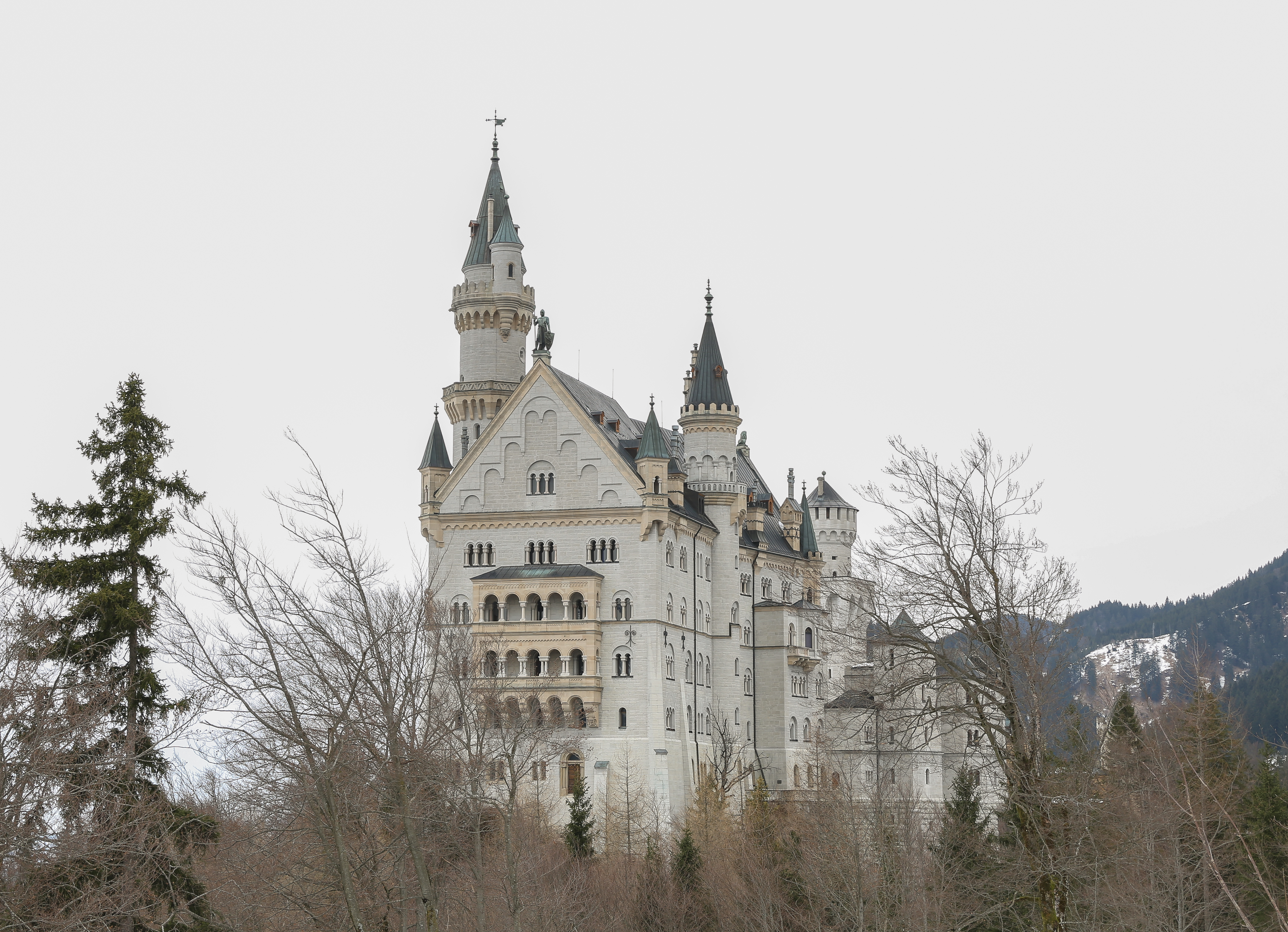
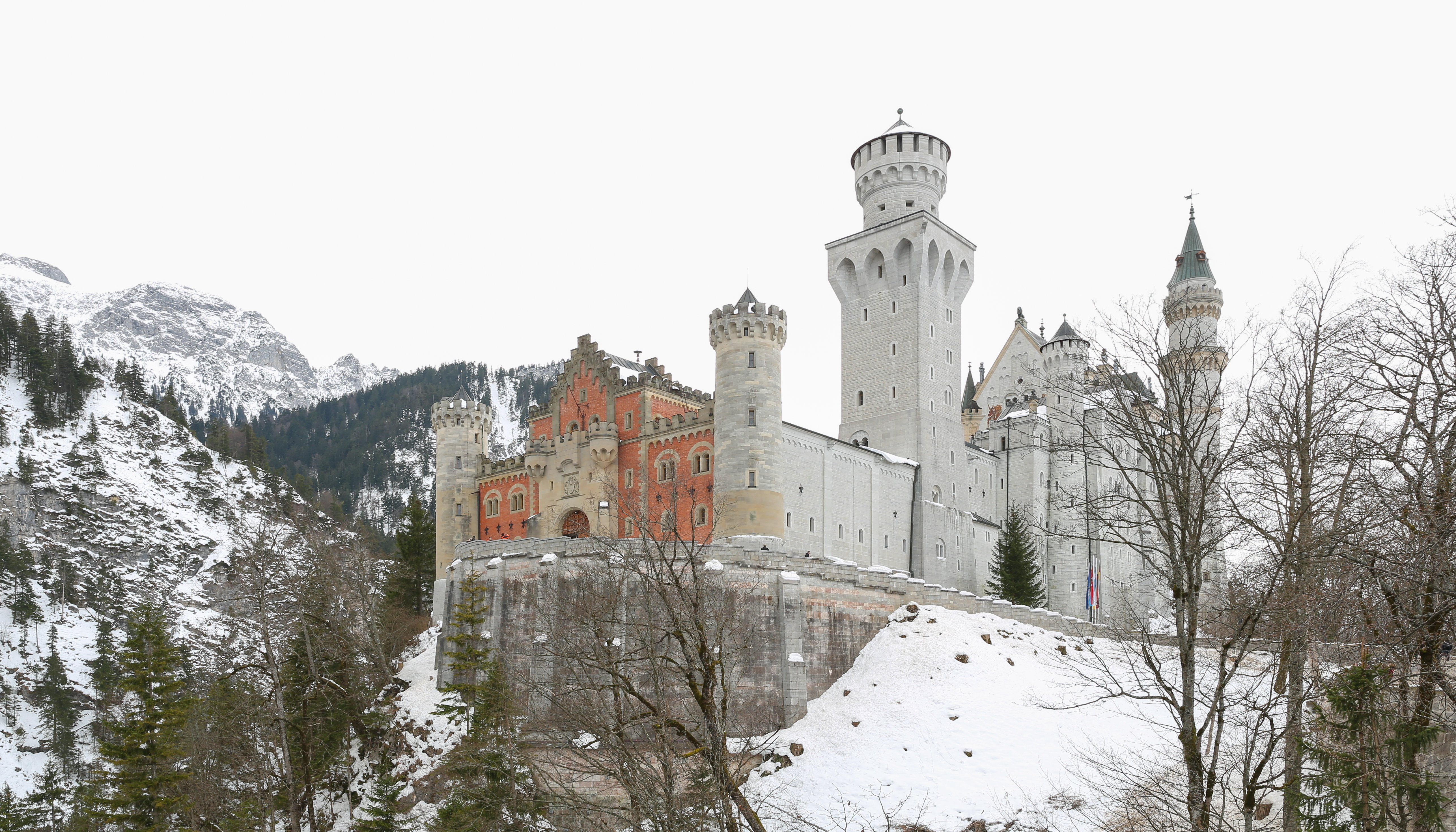
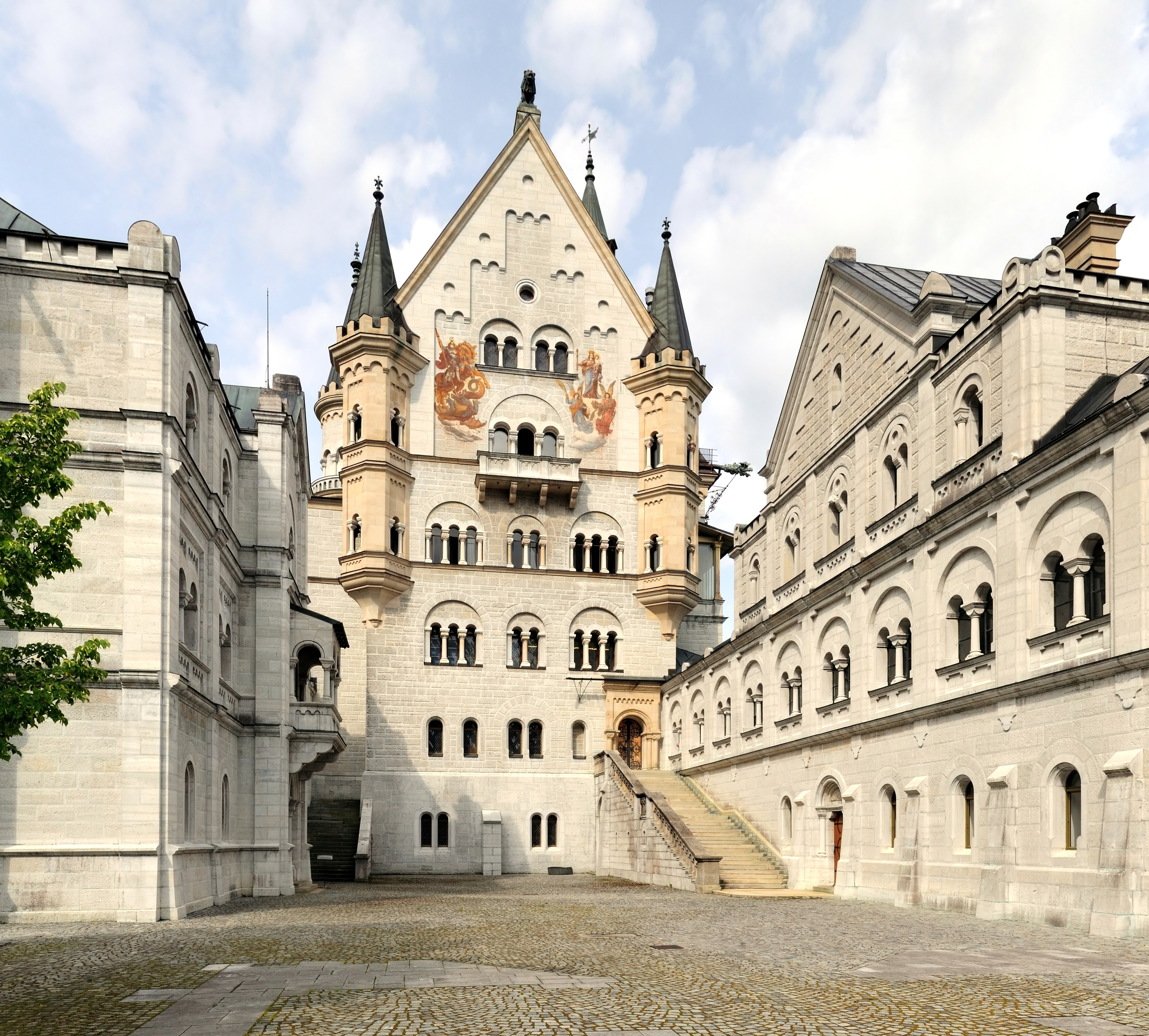
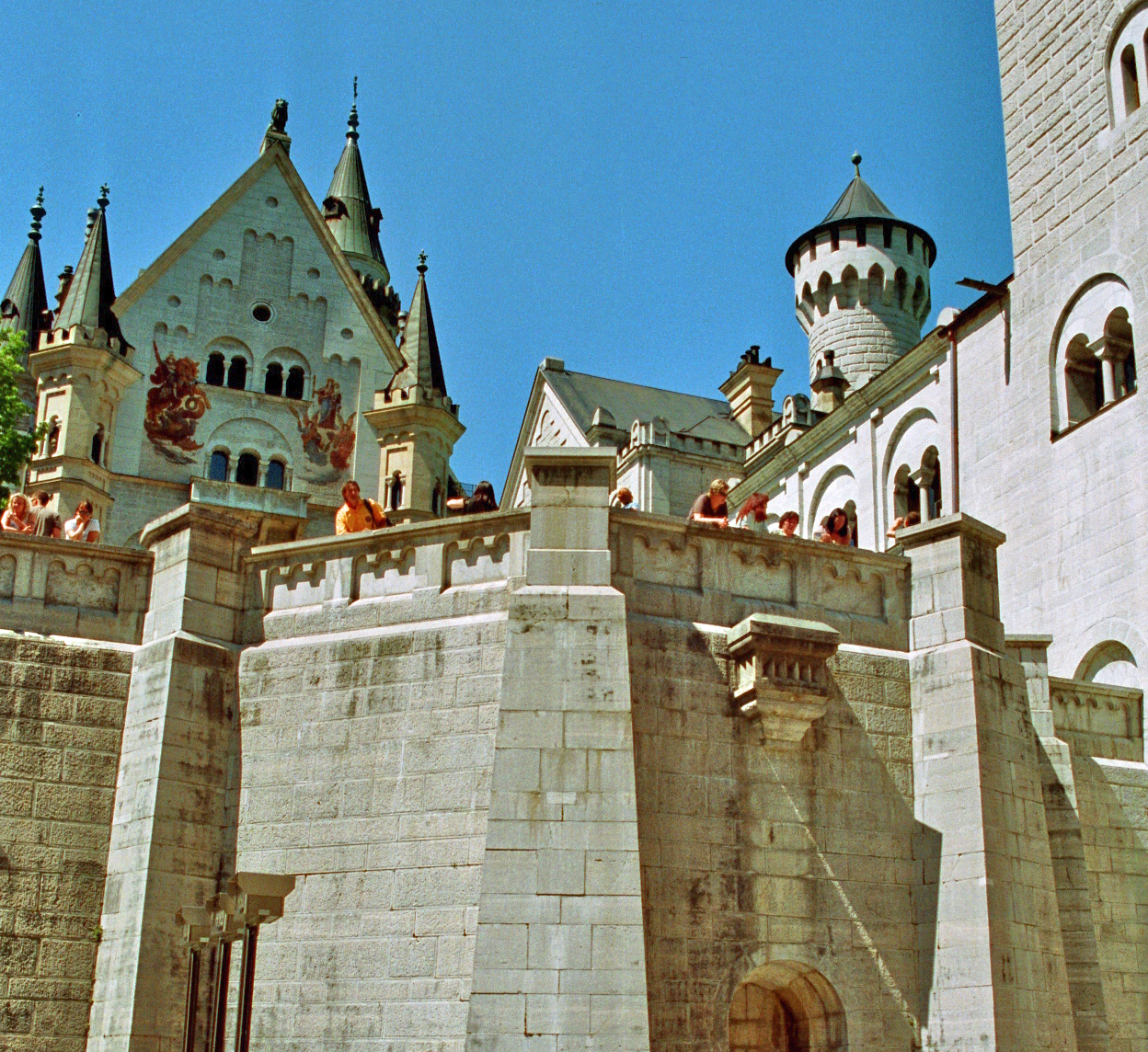
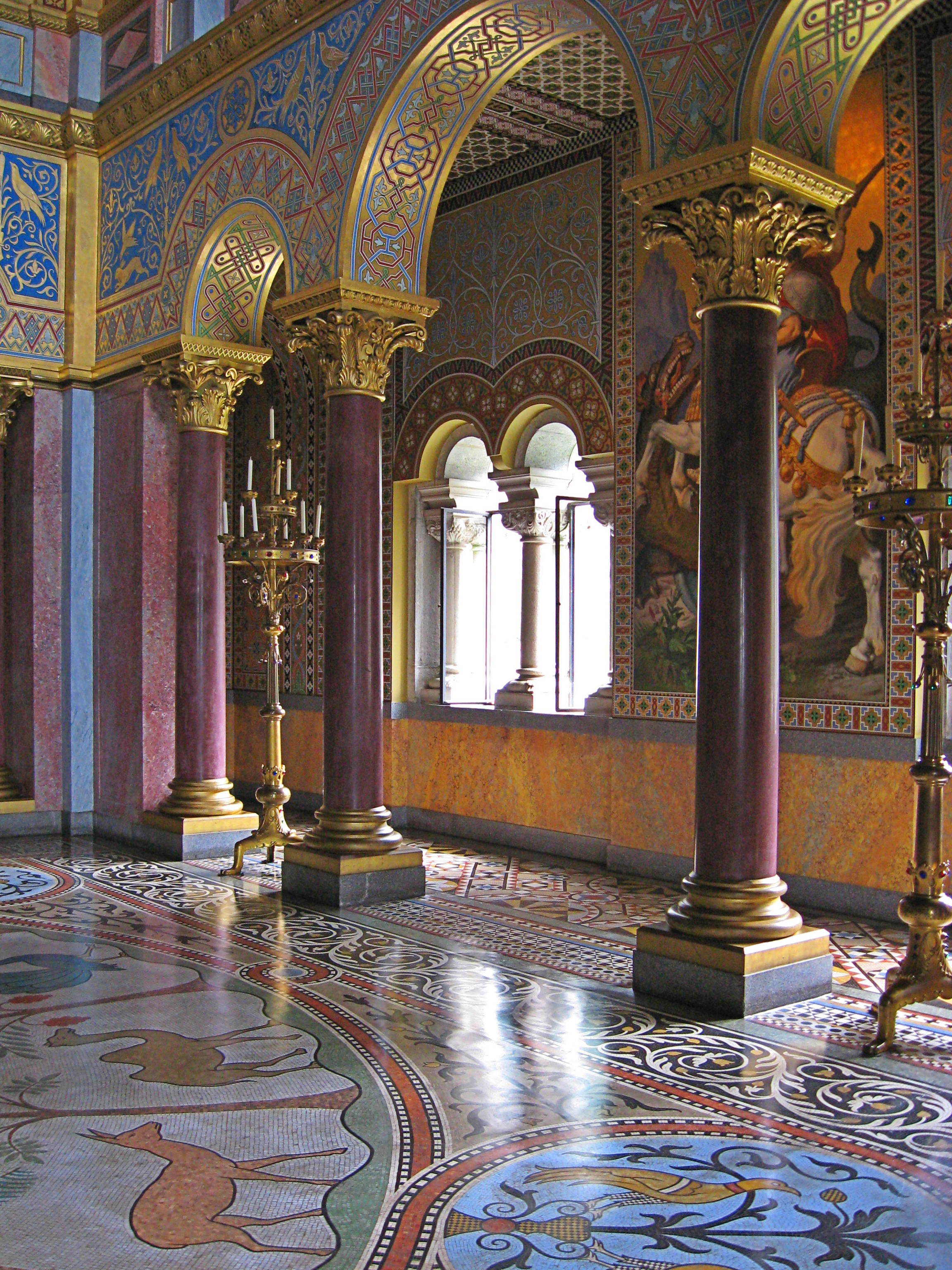